# Erich Herold
Erich Herold (3. ledna 1928, Praha – 7. prosince 1988, Praha) byl český indolog, afrikanista a etnolog.

## Životopis
Po maturitě studoval indologii, klasickou filologii a srovnávací vědu náboženskou na Filozofické fakultě UK. Mezi lety 1952 a 1959 působil v Orientálním ústavu ČSAV. V roce 1957 strávil několik měsíců v Indii. Od roku 1959 až do své smrti v roce 1988 pracoval v Náprstkově muzeum, nejprve jako vedoucí oddělení, později jako ředitel. V této pozici i založil v roce 1962 časopis Annals of the Náprstek Museum. Věnoval se indickým sbírkám a tradičnímu umění subsaharské Afriky. V roce 1971 opustil místo ředitele muzea a vrátil ke svému výzkumu,, vedle toho spravoval sbírky Indonésie, jihovýchodní Asie a asijských zbraní a zásadně se podílel na vzniku expozice asijských kultur na zámku v Liběchově (1977).
Se svou manželkou Věrou Šťovíčkovou-Heroldovou přeložil knihu J. G. Frazera Zlatá ratolest a vydal knihu Africké lásky, africká manželství v životě a v zrcadle afrického umění.